# Saarijärvi (Hietaniemi socken, Norrbotten)
Saarijärvi är en sjö i Övertorneå kommun i Norrbotten och ingår i Sangisälvens huvudavrinningsområde. Sjön har en area på 1,88 kvadratkilometer och ligger 90 meter över havet. Sjön avvattnas av vattendraget Lompolonoja.

## Delavrinningsområde
Saarijärvi ingår i det delavrinningsområde (735580-184230) som SMHI kallar för Utloppet av Saarijärvi. Medelhöjden är 105 meter över havet och ytan är 7,72 kvadratkilometer. Det finns inga avrinningsområden uppströms utan avrinningsområdet är högsta punkten. Lompolonoja som avvattnar avrinningsområdet har biflödesordning 3, vilket innebär att vattnet flödar genom totalt 3 vattendrag innan det når havet efter 42 kilometer. Avrinningsområdet består mestadels av skog (66 procent). Avrinningsområdet har 1,93 kvadratkilometer vattenytor vilket ger det en sjöprocent på 25,1 procent.